# Instituto Nacional de los Recursos Naturales Renovables y del Ambiente
El Instituto Nacional de los Recursos Naturales Renovables y del Ambiente, conocido como INDERENA,  fue una agencia ambiental del gobierno colombiano creada por el decreto 2420 de 1968 con la misión de reglamentar, administrar y proteger los recursos naturales para implementar la política ambiental y promover el desarrollo verde en Colombia. INDERENA tuvo éxito en ayudar a crear el ambiente en el gobierno y la aceptación en la sociedad para poner la protección del medio ambiente en la agenda nacional, lo que condujo a la creación de agencias adscritas como el Sistema de Parques Nacionales Naturales. Fue disuelta en 1993 con la creación del Ministerio del Medio Ambiente.